# Hör auf zu lügen
Hör auf zu lügen (Originaltitel Arrête avec tes mensonges, internationaler Titel: Lie with Me) ist ein Filmdrama von Olivier Peyon. Es handelt sich um eine Adaption des gleichnamigen autobiografischen Romans von Philippe Besson. Im Film kehrt ein von Guillaume de Tonquédec gespielter Romanautor in die Gegend zurück, die er 35 Jahre zuvor verlassen hatte, und lernt hier einen jungen Mann kennen, gespielt von Victor Belmondo, in dessen Vater er als 17-Jähriger verliebt war. Die Premiere des Films erfolgte Ende August 2022 beim Festival du film francophone d’Angoulême. Der Kinostart in Deutschland erfolgte im November 2023.

## Handlung
Der Romanautor Stéphane Belcourt hat sich bereit erklärt, das 200-jährige Jubiläum einer berühmten Cognac-Marke als Redner zu beehren und ist hierfür in die Gegend zurückgekehrt, die er vor 35 Jahre verlassen hat und in die Stadt, in der er aufgewachsen ist. Diese Reise tut ihm vielleicht ganz gut, ist seine Beziehung doch gerade in die Brüche gegangen und er bei der Arbeit an seinem neusten Roman ins Stocken geraten. Zudem war er seit Jahrzehnten nicht mehr in seiner Heimatstadt.
In dem Hotel, in dem ihn seine Pressesprecherin Gaëlle Flamand unterbringt, begegnet er einem jungen Mann namens Lucas Andrieu. Über den Nachnamen findet Stéphane heraus, dass der Mitarbeiter des Cognac-Unternehmens der Sohn von Thomas Andrieu ist, dem 17-jährigen Jungen, den er so sehr liebte, als er noch hier lebte. 
Der damals gleichaltrige Thomas, ein Mitschüler an seinem Gymnasium, war bei den Mädchen sehr beliebt, ein Mädchenschwarm mit einem Motorrad, und schien Stéphane unerreichbar, bis er ihm eines Tages einen Zettel zusteckte, um ihn heimlich in einem verlassenen Schwimmbad zu treffen. 
Das Verhalten und die Fragen des Schriftstellers lassen Lucas verstehen, dass Stéphane seinen Vater besser kannte, als er behauptet, er nicht nur ein Bekannter aus Schülertagen gewesen ist und dass dieser ihm viele Dinge verheimlichte.

## Literarische Vorlage

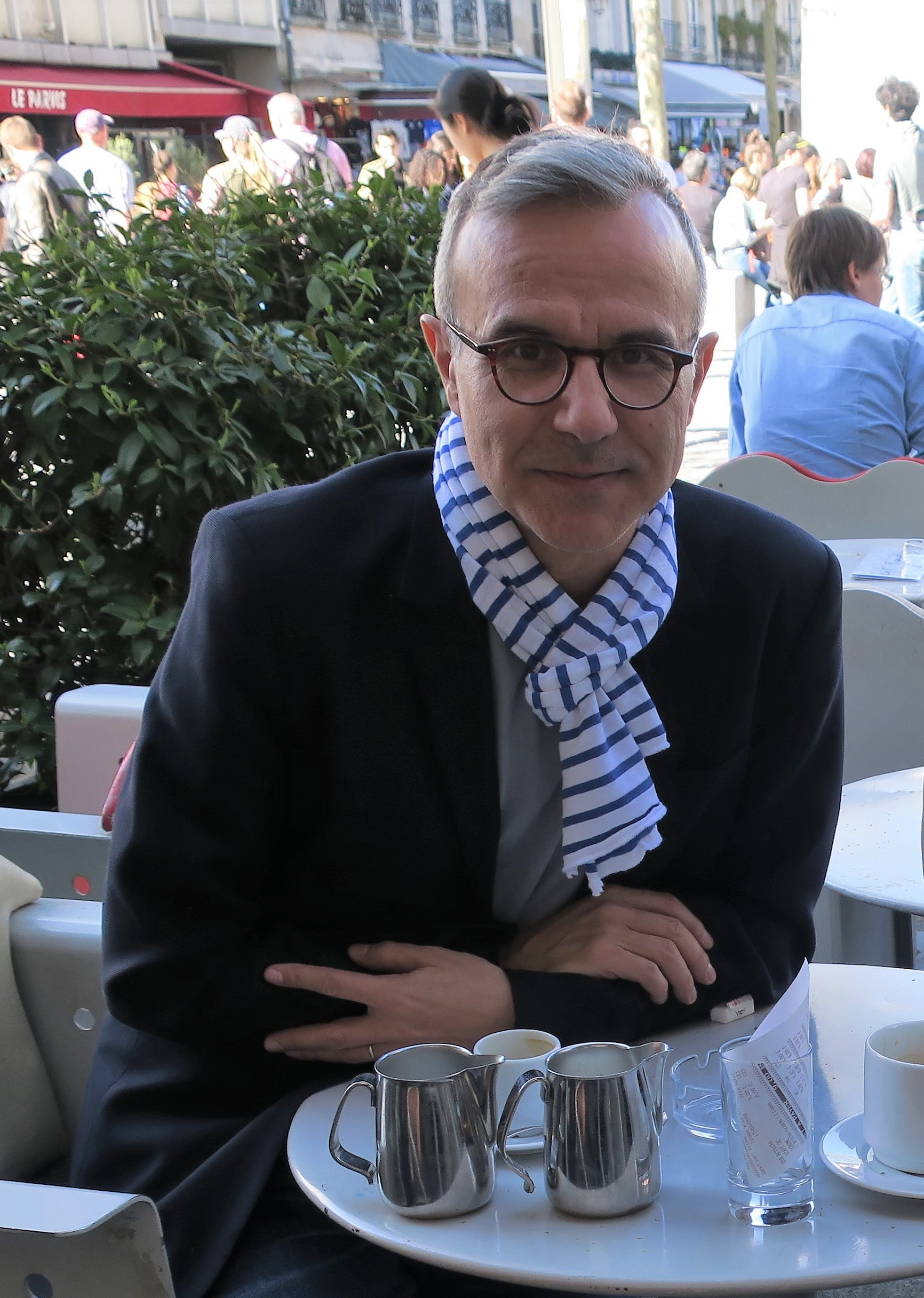
Der Film basiert auf einem autobiografischen Roman von Philippe Besson

Es handelt sich bei dem Film um eine Adaption des autobiografischen Romans Arrête avec tes mensonges von Philippe Besson, den er seiner ersten Liebe, dem 2016 verstorbenen Thomas Andrieu, widmete. Der Bauernsohn war ein Mitschüler am Gymnasium des in Barbezieux-Saint-Hilaire im Westen Frankreichs geborenen Autors. In einer deutschen Übersetzung wurde Bessons Roman unter dem Titel Hör auf zu lügen veröffentlicht. Arrête avec tes mensonges wurde im Jahr 2021 mit dem Euregio-Schüler-Literaturpreis ausgezeichnet. Ein anderer Roman von Besson, der verfilmt wurde, ist Son frère.

## Produktion

### Regie und Drehbuch
Regie führte Olivier Peyon, der gemeinsam mit Arthur Cahn, Vincent Poymiro und Cécilia Rouaud auch Bessons Roman für den Film adaptierte. Es handelt sich bei Hör auf zu lügen nach Les petites vacances von 2006, Wie ich Mathe gehasst hab'! von 2013, Une vie ailleurs und Latifa, le coeur au combat von 2017 und Tokyo Shaking von 2021 um Peyons sechsten Spielfilm. Poymiro war zuletzt für Onoda – 10.000 Nächte im Dschungel als Drehbuchautor tätig und wurde hierfür unter anderem im Rahmen des César 2022 ausgezeichnet.

### Besetzung und Dreharbeiten

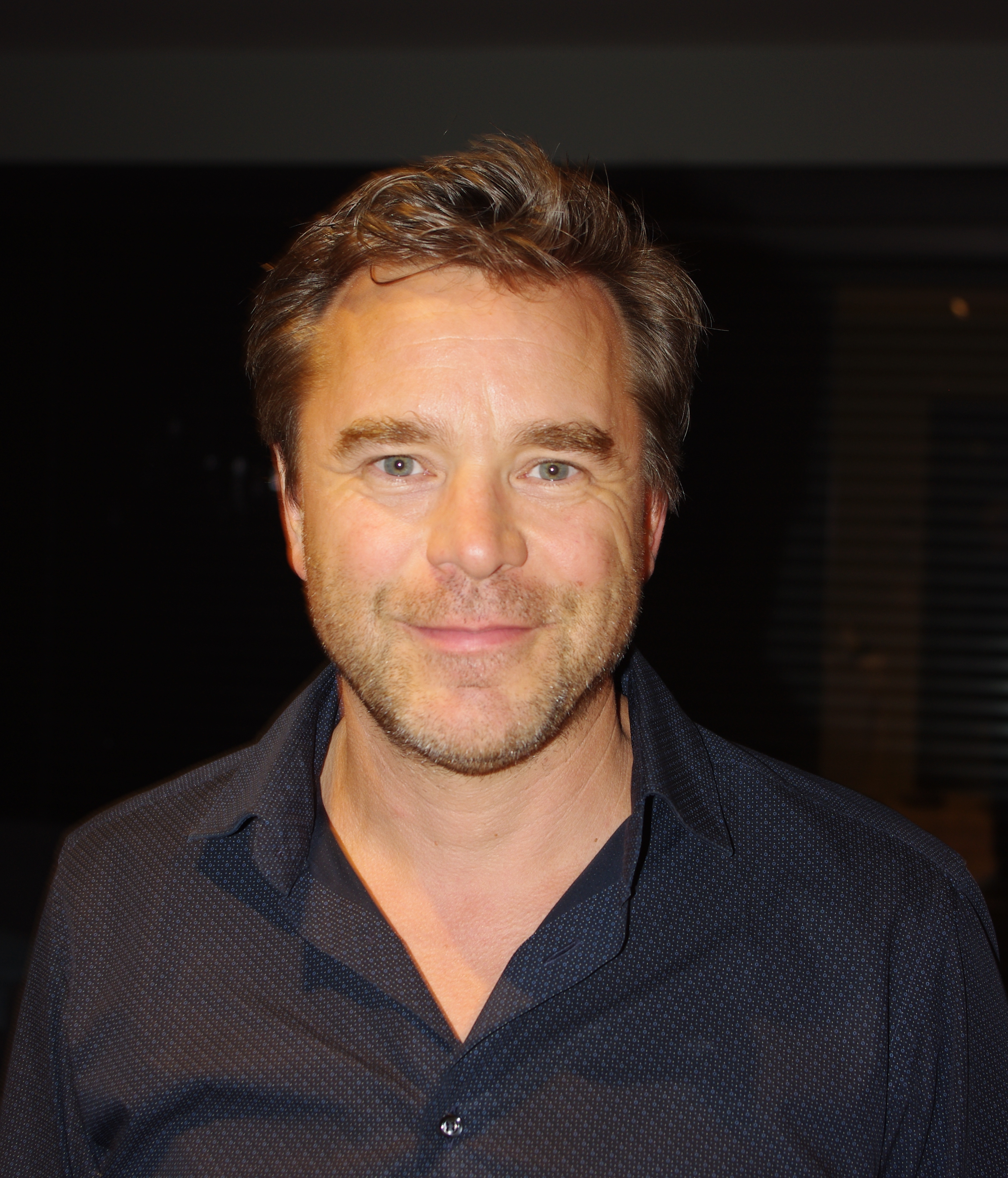
Guillaume de Tonquédec spielt den Schriftsteller Philippe Belcourt, Bessons Alter Ego

Der französische Film- und Theaterschauspieler Guillaume de Tonquédec spielt den Schriftsteller Philippe Belcourt und Guilaine Londez seine Pressesprecherin Gaëlle. Victor Belmondo, Enkel des Schauspielers Jean-Paul Belmondo, spielt Lucas Andrieu, dem Philippe Belcourt in seiner Heimatstadt begegnet. Er war in größeren und kleineren Rollen in Filmen wie All Inclusive von Fabien Onteniente oder Albatros von Xavier Beauvois und in einer Hauptrolle in Envole-moi von Christophe Barratier zu sehen. Julien de Saint Jean spielt in Rückblenden dessen Vater Thomas Andrieu als 17-Jährigen, in den der gleichaltrige Philippe damals verliebt war. Eine Hauptrolle erhielt de Saint Jean in dem Film Le Paradis von Zeno Graton, der im Februar 2023 bei den Filmfestspielen in Berlin seine Premiere feierte. Philippe wird in diesen Rückblenden von Jérémy Gillet gespielt. Er war zuvor vor allem in einer Reihe von Fernsehserien in Haupt- und Nebenrollen zu sehen, so in La Révolution, Eine kleine Lüge und Des gens bien ordinaires. In weiteren Rollen sind Marilou Gallais als Lucas' Großmutter und Laurence Pierre als Madame Dejean zu sehen.
Der Film wurde im November und Dezember 2021 in und um Cognac in der Region Nouvelle-Aquitaine gedreht, der Heimatstadt des Protagonisten und in der Nähe von Barbezieux-Saint-Hilaire, wo Besson geboren wurde. Kameramann Martin Rit war zuletzt für die Kurzfilme Im zarten Alter von Julien Gaspar-Oliveri und Erste Abschiede von Mathilde Profit tätig. Für seinen eigenen Kurzfilm La Leçon de guitare erhielt Rit beim César 2007 eine Nominierung.

### Veröffentlichung
Der Film feierte am 27. August 2022 beim Festival du film francophone d’Angoulême seine Premiere. Eine Veröffentlichung in Frankreich erfolgte am 22. Februar 2023. Im März 2023 wurde er beim London LGBTQIA+ Film Festival vorgestellt. Im Juni 2023 wurde der Film bei Frameline47 gezeigt. Der Kinostart in Deutschland erfolgte am 16. November 2023.

## Rezeption

### Altersfreigabe und Kritiken
In Deutschland wurde der Film von der FSK ab 12 Jahren freigegeben. In der Freigabebegründung heißt es die Geschichte, die immer wieder Vergangenheit und Gegenwart verzahnt, sei überwiegend ruhig und einfühlsam erzählt, wobei auch die massive frühere Diskriminierung gleichgeschlechtlicher Liebe thematisiert wird. Einzelne Szenen, die das Rauchen eines Minderjährigen darstellen, sowie zwei zurückhaltend inszenierte Sexszenen seien bereits für 12-Jährige im Rahmen der behutsamen Erzählweise und positiven Grundhaltung des Films problemlos zu verarbeiten.

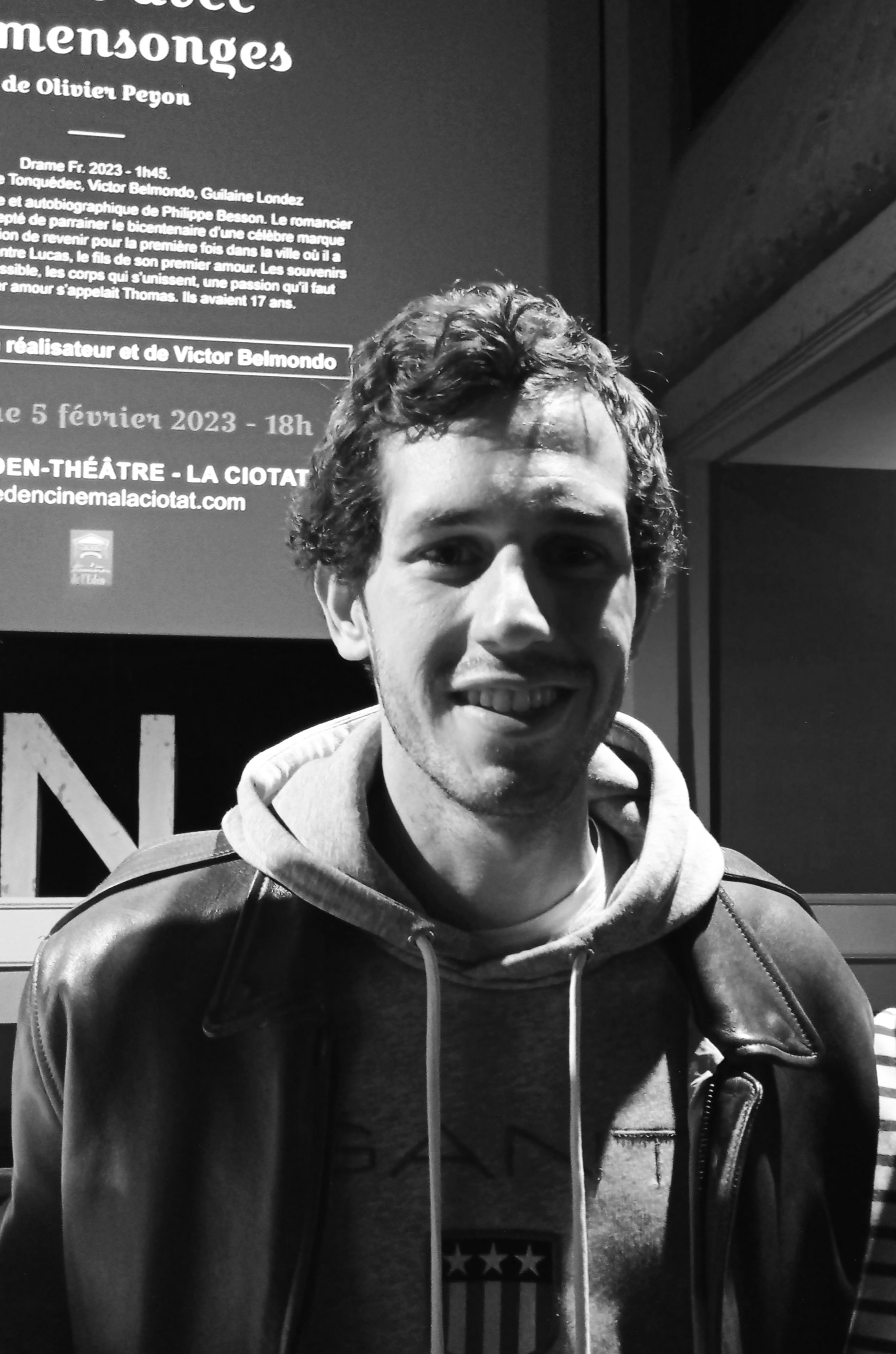
Victor Belmondo, der Enkel von Jean-Paul Belmondo, spielt Lucas Andrieu

Von den bei Rotten Tomatoes aufgeführten Kritiken sind 97 Prozent positiv bei einer durchschnittlichen Bewertung mit 7,4 von 10 möglichen Punkten.
Manon Dumais von der kanadischen Tageszeitung Le Devoir schreibt, während sich Philippe Besson in der Romanvorlage in Abschweifungen und überflüssigen Details verliere, habe Regisseur Olivier Peyon bei dem Film einen raffinierteren Ansatz gewählt, der weniger dialoglastig, aber genauso bewegend sei.
Dieter Oßwald schreibt in seiner Kritik bei Queer.de, Hör auf zu lügen weise Seltenheitswert auf und sei eine Rarität, ein Film, an dem so gut wie einfach alles stimme. Der Film sei so unterhaltsam wie nachdenklich wie bewegend, spannend erzählt und wunderschön bebildert, und Victor Belmondo in der Rolle von Lucas ein großes Highlight. Wenn man die Figuren auf ihrer emotionalen Achterbahnfahrt begleite, fühle man sich nicht selten an den Film Call Me by Your Name erinnert. Wie Luca Guadagnino inszeniere Peyon intime Szenen mit flirrender Leidenschaft und könne sich auf charismatische Darsteller verlassen, zwischen denen die Chemie spürbar stimme. Bei aller Dramatik komme aber auch die Komik nicht zu kurz, so Oßwald.

### Auszeichnungen
Mumbai International Queer Film Festival 2023
- Auszeichnung als Bester Spielfilm mit dem Jury Award (Olivier Peyon)
- Auszeichnung für das Beste Drehbuch mit dem Jury Award (Olivier Peyon)[11]

## Synchronisation
Die deutsche Synchronisation entstand nach einem Dialogbuch von Beate Klöckner und der Dialogregie von Heike Kospach im Auftrag der Studio Hamburg Synchron GmbH in Berlin.
| Darsteller             | Synchronsprecher  | Rolle                    |
| ---------------------- | ----------------- | ------------------------ |
| Guillaume de Tonquédec | Thomas Wenke      | Stéphane Belcourt        |
| Victor Belmondo        | Henning Nöhren    | Lucas Andrieu            |
| Cyril Couton           | Asad Schwarz      | der Buchhändler          |
| Guilaine Londez        | Sabine Falkenberg | Gaëlle Flamand           |
| Pierre-Alain Chapuis   | Michael Tietz     | Mr. Dejean               |
| Jérémy Gillet          | Finn Posthumus    | Stéphane Belcourt (jung) |
| Julien De Saint Jean   | Nicolas Rathod    | Thomas Andrieu           |